# Diurnal

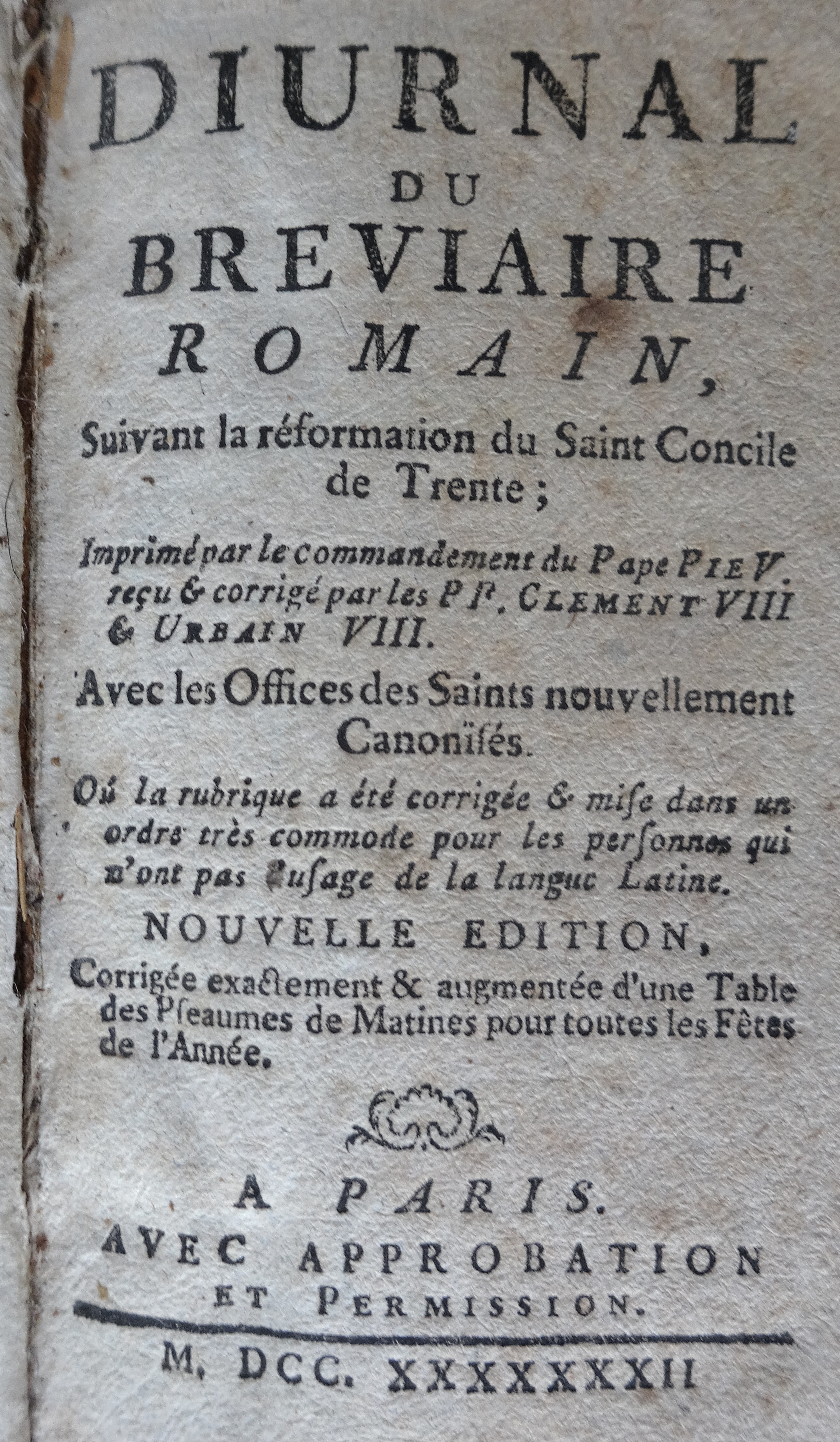

Le diurnal est un livre d'office canonial qui renferme exclusivement les heures du jour. Il fait partie du bréviaire. 

## Description
Le diurnal est fondé sur la liturgie des Heures. Il concerne généralement les matines, les laudes, les vêpres et les complies, mais les matines et les laudes en sont parfois exclues.